# 中国兽类之乡
中国兽类之乡，是由中国野生动物保护协会认定及授予的称号。迄今全国已有五个“中国兽类之乡”。
- 辽宁省西丰县──中国鹿乡
- 黑龙江省珲春市──中国东北虎之乡
- 江苏省大丰市──中国麋鹿之乡
- 江西省彭泽县──中国梅花鹿之乡
- 湖北省石首市──中国麋鹿之乡